# Ranton (Francja)
Ranton – miejscowość i gmina we Francji, w regionie Nowa Akwitania, w departamencie Vienne.
Według danych na rok 1990 gminę zamieszkiwało 195 osób, a gęstość zaludnienia wynosiła 32 osób/km² (wśród 1467 gmin regionu Poitou-Charentes, Ranton plasuje się na 802. miejscu pod względem liczby ludności, natomiast pod względem powierzchni na miejscu 1029.).